# Ji Yunhe
Ji Yunhe är ett vattendrag i Kina. Det ligger i den östra delen av landet, 150 km sydost om huvudstaden Peking.